# Gare d'Atsugi
La gare d'Atsugi (厚木駅, Atsugi-eki) est une gare ferroviaire japonaise située dans la ville d'Ebina dans la préfecture de Kanagawa. Elle est gérée par les compagnies Odakyū et JR East.

## Situation ferroviaire
La gare d'Atsugi est située au point kilométrique (PK) 44,1 de la ligne Odakyū Odawara et au PK 14,2 de la ligne Sagami.

## Histoire
La gare a été inaugurée le 12 mai 1926.

## Service des voyageurs

### Accueil
La gare dispose d'un bâtiment voyageurs, avec guichet, ouvert tous les jours.

### Desserte
- Ligne Odakyū Odawara :
  - voie 1 : direction Hon-Atsugi, Shin-Matsuda et Odawara
  - voie 2 : direction Sagami-Ōno, Yoyogi-Uehara et Shinjuku
- Ligne Sagami :
  - voie 1 : direction Chigasaki ou Hashimoto